# Podmiotowość społeczna
Podmiotowość społeczna - (indywidualna i kolektywna). Pojęcia wiążące się z podmiotowością to autonomia, eksterioryzacja, kreatywność, wolność, dezalienacja, współuczestnictwo w życiu społecznym, nie uleganie manipulacji. Podmiotowość społeczna to zdolność jednostki lub zbiorowości społecznej do wywierania wpływu na strukturę społeczną, a także podatność tej struktury na wpływ. Podmiotowość jest wypracowana, a nie dana raz na zawsze, nie wszystkie jednostki są podmiotami.
W socjologii: 
- nurty uwypuklające podmiotowość kładą nacisk na spontaniczne, aktywne, czynne podejmowanie przez jednostki działań kreatywnych prowadzących do sensownych skutków; nurt ten stoi w opozycji do behawioryzmu - podmiotowość bierze się z interakcji, podmiotem jest się wśród innych;
- Piotr Sztompka stworzył dialektyczną koncepcję podmiotowości społecznej - rzeczywistość społeczna jest syntezą powstałą w wyniku oddziaływania dwóch przeciwstawnych biegunów: podmiotowości jednostek i podmiotowości struktur;
- metaforyczne rozumienie podmiotowości kolektywnej odnosi się do funkcji elit społecznych - elity decydują o cechach dominujących w danej zbiorowości;
- Touraine - proponuje zastąpienie pojęcia roli społecznej przez podmiotowość i tożsamość.

Podmiot kolektywny - tworzy się w wyniku procesu integracji podmiotów jednostkowych, które cechuje świadomość wspólnego losu i interesu.
Stopnie dojrzałości kolektywnej: 
- utopia - zanegowanie istniejącego stanu rzeczywistości społecznej oraz stworzenie obrazu społeczeństwa będącego wyrazem dążeń podmiotu;
- projekt - stworzenie bardziej realistycznego obrazu rzeczywistości, próba usystematyzowania dążeń i postulatów;
- rządność - konkretny projekt tworzenia świata społecznego.